# Dewaczan
Dewaćan (ang. Devachan) – dosłownie: "mieszkanie Bogów", aniołów; niebiosa; Dom Bogów; Królestwo Niebios. 
W naukach hinduistycznych opisuje się niebiosa jako krainę podzieloną na 9 coraz wyższych sfer bytu. Mieszkańcy Niebios, Bogowie czy aniołowie nazywani są Gana-Dewas czyli Anielskie Zastępy lub Boskie Zastępy. Przywódcą dewów jest Ganeśa - starszy syn Boga Śiwa i Bogini Parwati.
Dziewięć Hierarchii Dewów w porządku od najwyższej do najniższej:
- Ādityadevas (Aditjowie) - najwyżsi, najwznioślejsi Bogowie, Aniołowie
- Viśvedevas - wszechbogowie, Bóstwa o atrybutach wszechobecności
- Vasudevas - Bogowie, Anioły wiatru, powietrza; oddechy Niebios
- Tushitadevas (Tuszitowie) - nasyceni, pełni Bogowie; w pełni oświeceni, panowania
- Ābhāsvaradevas - Anioły dochodzące do pełni boskości, zwierzchności
- Aniladevas - płomienie, ognie, moce, władze
- Mahārājikadevas (Maharadźikowie) - anielscy książęta, liderzy, władcy, królewicze
- Sādhyadevas - anielskie dusze świętych i męczenników
- Rudradevas - anioły, Bogowie dzikiej przyrody, Bóstwa natury